# Comuna Kolodeazne, Krasnohvardiiske
Kolodeazne (în ucraineană Колодязне) este o comună în raionul Krasnohvardiiske, Republica Autonomă Crimeea, Ucraina, formată din satele Dokuceaieve, Kolodeazne (reședința), Nîzove și Polohî.

## Demografie
Componența lingvistică a comunei Kolodeazne
     Rusă (60,98%)
     Tătară crimeeană (24,21%)
     Ucraineană (12,84%)
     Alte limbi (0,93%)
Conform recensământului din 2001, majoritatea populației comunei Kolodeazne era vorbitoare de rusă (60,98%), existând în minoritate și vorbitori de tătară crimeeană (24,21%) și ucraineană (12,84%).